# 別府近鉄百貨店
別府近鉄百貨店（べっぷきんてつひゃっかてん）は、かつて大分県別府市の九州旅客鉄道（JR九州）別府駅前にあった近鉄グループの百貨店である。近鉄百貨店別府店を経て、1994年（平成6年）8月31日に閉店した。

## 概要

### 環瀬戸内海構想による開業
1958年（昭和33年）に同地で開業した地場の中村百貨店を近鉄グループが買収し、1960年（昭和35年）9月に別府近鉄会館として開業。当時、近鉄グループは、鶴見岳に近鉄別府ロープウェイを開業したり、タクシー事業を展開するなど、別府での多角的な事業展開を進めていた。これは中国、四国、九州での積極的な事業展開を行う環瀬戸内構想の一環である。同様に展開された百貨店として山口県周南市の近鉄松下百貨店が存在した。
開業時の店舗規模は、地上5階、地下1階、売場面積3,471m2。1961年（昭和36年）7月に、別府近鉄百貨店に名称変更。1968年（昭和43年）及び1974年（昭和49年）に相次いで増床を行い、別府市内唯一の百貨店としての地位を確立した。

### 赤字転落とライバルの進出
しかし、別府市の商圏縮小などを理由に1983年（昭和58年）2月期に赤字転落してしまう。さらに追い打ちをかけたのは1988年（昭和63年）10月に地場百貨店トキハが30,000m2級の大型店舗であるトキハ別府店を当店の海側に開店したことである。地元側のトキハへの反発や当店との良好な関係を理由にトキハに代わって同地へ進出することも検討したが、叶わなかった。
増床による規模拡大でトキハに対抗することも計画されたがバブル崩壊による景気の低迷もあり実現していない。1991年（平成3年）3月には合理化の一環で近鉄百貨店と合併して直営化し、近鉄百貨店別府店となっている。しかし、1987年（昭和62年）2月期の67億5000万円を頂点に売上が下降しており、1994年（平成6年）2月期の年商はたった43億7000万円（前年比12%減）と黒字化に必要な半分の売上しか出せず、商品が売れ残ってしまうので問屋も相次いで取引を中止した。地理的に離れた大阪の阿倍野本店から商品の補充を行うという非効率な経営を行わざるを得なくなった。
このような条件で1983年2月期から1994年2月期までの累積赤字は50億円にのぼり、1994年5月30日に閉店を発表した。近鉄百貨店では同年2月期に5年ぶりの経常赤字を出し、田中太郎社長のもと3月に桜井店（奈良県桜井市）を閉店するなどリストラを進めており、その一環であった。これに対し、コンベンションセンター「ビーコンプラザ」の開業を活かして「コンベンション都市」としての再生を考えていた地元からは不満が相次ぎ、来県した田中太郎社長に平松守彦知事が存続を要請するも、近鉄は閉鎖を撤回しなかった。
1994年8月31日に閉店に至った。末期は地上6階地下1階の本館と別館（つるみカーパークを賃借）の近鉄ファイブ・立体駐車場ビルを持ち、売場面積は14,866m2であった。

### 跡地
その後は、入居者もなく、本館跡地は建物ごと残された状態のままであったが、2001年（平成13年）3月に建物が解体され、2005年（平成17年）8月に地元ディベロッパーの本多産建に売却され、2011年（平成23年）3月に地上15階建てのマンションを中心とし、下層階に商業施設やレストランを備えた大規模複合施設「ロフティ別府駅前壱番館・弐番館」の起工式が行われた。しかし、経済状況の悪化等により着工できず、融資を受けた金融機関への返済が遅延したため、金融機関が担保とされていた跡地の競売を申し立て、2014年（平成26年）4月16日に競売が公告された。
なお、別館の立体駐車場を持つ複合ビルは2023年現在も「つるみカーパーク」として営業しており、下層階のDCブランドショップや専門店が入居していた「近鉄ファイブ」部分は「ドラッグウエダ別府駅前店」となっていたが（後にフレッシュそのだが食品販売も開始）、倒産により2013年に閉鎖され、2014年7月に専門店街として再出発している。

## 沿革
- 1958年（昭和33年）4月1日 - 前身の中村百貨店が開業。
- 1960年（昭和35年）5月 - 近鉄の全額出資で別府近鉄会館となる。
- 1960年（昭和35年）9月 - 別府近鉄会館として開業。
- 1961年（昭和36年）7月 - 別府近鉄百貨店に名称変更。
- 1968年（昭和43年） - 増床。
- 1974年（昭和49年） - 増床。
- 1980年（昭和55年） - 全面改装。
- 1987年（昭和62年）8月 - 増改築工事開始。
- 1988年（昭和63年）
  - 10月 - トキハ別府店が開店、対抗セールを実施。
  - 12月 - 改装・増床。別府近鉄百貨店旧ロゴから新CI（近鉄百貨店と同一）に変更。
- 1989年（平成元年）
  - 6月 - シンボル像を設置。
  - 9月 - 定休日を木曜日から火曜日に変更。
- 1991年（平成3年）3月1日 - 近鉄百貨店と合併し近鉄百貨店別府店となる。
- 1992年（平成4年）11月 - 地階を中心に改装。
- 1994年（平成6年）
  - 5月30日 - 近鉄百貨店が別府店の撤退を表明。
  - 8月31日 - 閉店。
- 2000年（平成12年）10月 - 建物解体に着手。
- 2001年（平成13年）3月 - 建物解体完了、更地に。
- 2011年（平成23年）3月26日 - 再開発ビル起工式。15階建ツインタワーを予定。
- 2013年（平成25年）3月 - 近鉄ファイブ跡地に入居していたドラッグウエダが倒産により閉店。
- 2014年（平成26年）
  - 4月16日 - 跡地が競売公告される。
  - 6月 - 平面駐車場となる。
- 2021年（令和3年）5月 - 共立メンテナンスグループが再開発に着手。
- 2023年（令和5年）10月 - ホテル「別府八湯 御宿 野乃別府」が開業[6]。

## 周辺の関連企業
- 別府近鉄サンライズストア - 九州近鉄商事が運営していたスーパーマーケット。
  - 上人店（現在はローソンプラス別府大学通り店）ほか
- 近鉄ファイブ専門店街（スーパードラッグウエダ別府駅前店・フレッシュそのだウエダ別府駅前店→専門店街）
- 別府近鉄食堂
  - レストラン近鉄 別府駅店（別府駅商業施設 B-passage（当時の名称は「北名店街」）内）
- 別府近鉄タクシー（現在は第一交通産業タクシー別府営業所）
- 大分バス - 別府ドライブインを経営。近鉄グループを離脱しドライブインも閉鎖。1990年代に運行していた高速バス「エメラルド号」はドライブインに停留所があった。
- 近鉄別府ロープウェイ（現存）

### 交通
- JR九州「別府駅」下車、徒歩2分。
- 亀の井バス・大分交通「近鉄前」バス停下車。
  - 現在は「駅前本町」に改称。

### 九州の関西系百貨店
博多大丸の福岡天神店と博多阪急の2店舗のみ存続している。
- 小倉そごう - 1993年開業、2000年閉店
- 黒崎そごう - 1979年開業、2000年閉店
- 八幡丸物 - 1969年閉店、法人そのものは近鉄百貨店子会社の内装業者「近創」として存続
- 博多大丸 - 2011年までは長崎店（旧・長崎大丸）も存在した
- 博多阪急 - JR博多シティの核店舗として2011年開業
- 県民百貨店 - 阪神百貨店と提携後、「くまもと阪神百貨店」として営業した時期もある。2015年閉店